# Glenwood (Alabama)
Glenwood es un pueblo ubicado en el condado de Crenshaw en el estado estadounidense de Alabama. En el censo de 2000, su población era de 191.

## Demografía
En el 2000 la renta per cápita promedia del hogar era de $ 28.750$, y el ingreso promedio para una familia era de 36.875$. El ingreso per cápita para la localidad era de 19.074$. Los hombres tenían un ingreso per cápita de 31.250$ contra 21.250$ para las mujeres.

## Población
Según la Oficina del Censo de los EE. UU., la ciudad tiene un área total de 0.73 millas cuadradas (1.88 km²).